# Slag bij Điện Biên Phủ
De Slag bij Điện Biên Phủ was de laatste slag in de Vietnamese Onafhankelijkheidsoorlog. Hij duurde van 13 maart tot 7 mei 1954. Vietnam was tot dan toe een onderdeel van het Franse koloniale rijk.
In oktober 1953 kreeg de Chinese inlichtingendienst in Frankrijk een kopie van het Franse strategische plan voor Indochina, het Plan-Navarre, in handen. De belangrijkste Chinese militaire adviseur in Vietnam, generaal Wei Guoqing, overhandigde het vervolgens aan Hồ Chí Minh persoonlijk. Aan de hand van deze belangrijke informatiebron konden de communisten het besluit nemen tot de veldslag bij Điện Biên Phủ.

## Eerste dagen

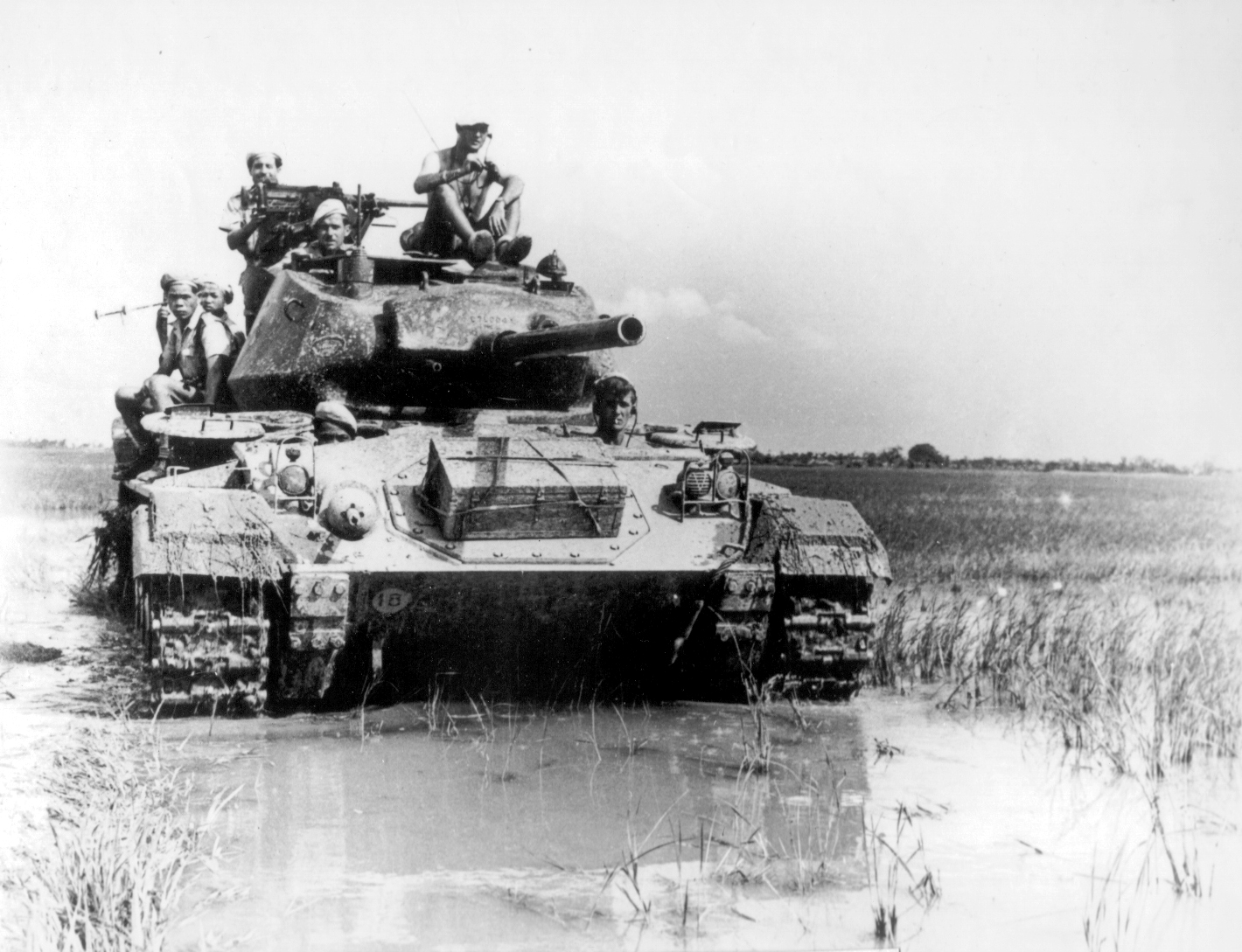
Een Franse M24 Chaffee tank bij Điện Biên Phủ

De aanval van de Vietnamezen begon in de avond van 13 maart 1954 en was zorgvuldig voorbereid. Het offensief begon met artillerievuur op specifieke doelen. Een daarvan, stelling Beatrice, viel al na enkele uren. Aan beide zijden vielen veel slachtoffers.
Naarmate de dagen vorderden werd het landen en opstijgen van vliegtuigen en helikopters steeds moeilijker door de aanhoudende artilleriebeschietingen op het vliegveld. Vanaf 23 maart werden er bijna geen vluchten meer uitgevoerd omdat te veel vliegtuigen en helikopters waren beschadigd of neergehaald. Ten slotte werd op 28 maart nog geprobeerd een laatste medische evacuatie uit te voeren met een vliegtuig. Dit vliegtuig wist wel te landen in Điện Biên Phủ, maar kon wegens beschadiging niet meer opstijgen.

## Loopgraven

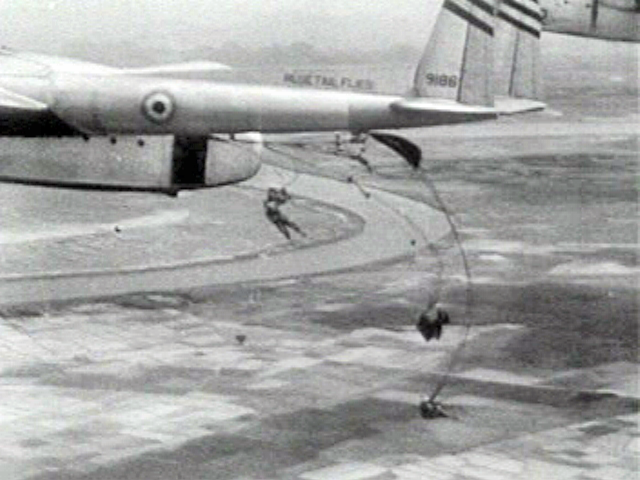
Franse parachutisten springen boven Điện Biên Phủ

De Vietnamese generaal Giáp besloot loopgraven te laten graven van waaruit constant druk gezet kon worden op de Fransen. Op 2 april kwamen er versterkingen aan voor de Fransen. De parachutisten kwamen neer onder vijandelijk vuur en liepen daardoor het risico te sneuvelen nog voordat ze de grond raakten. De ondergrondse veldhospitalen lagen vol met gewonde Franse en Vietnamese soldaten. Noodzakelijke operaties moesten worden uitgevoerd onder primitieve omstandigheden. Op 6 april besloot generaal Giap de frontale aanvallen te verminderen wegens de grote verliezen. Het was effectiever te strijden vanuit de inmiddels aangelegde loopgraven.
De Fransen werden door de loopgraven gedwongen hun linies steeds dichter naar elkaar te brengen, waardoor het door Fransen bezette gebied kleiner werd. Tussen 9 tot 11 april arriveerden er nogmaals versterkingen voor de Fransen. Deze parachutisten van het Vreemdelingenlegioen maakten het mogelijk om een tegenaanval in te zetten.

## Regentijd
Eind april zette de regentijd in. Loopgraven en bunkers begaven het door de modderstromen. De soldaten konden zich niet meer verschuilen in de bossen op de hellingen. Dit was hét moment voor de Fransen om de overwinning naar zich toe te trekken. Het lukte hen echter niet. Wegens het slechte weer en bergachtige terrein kon het afweergeschut dat uit het 350 kilometer verderop gelegen Hanoi moest komen niet aangevoerd worden. Ook werden de droppings minder succesvol. Veel droppings kwamen terecht op het grondgebied van de Vietnamezen. De Vietnamezen bereidden nu hun eindoffensief voor. De Franse strategie was om vol te houden tot er een akkoord zou worden gesloten in Genève.

## Eindoffensief

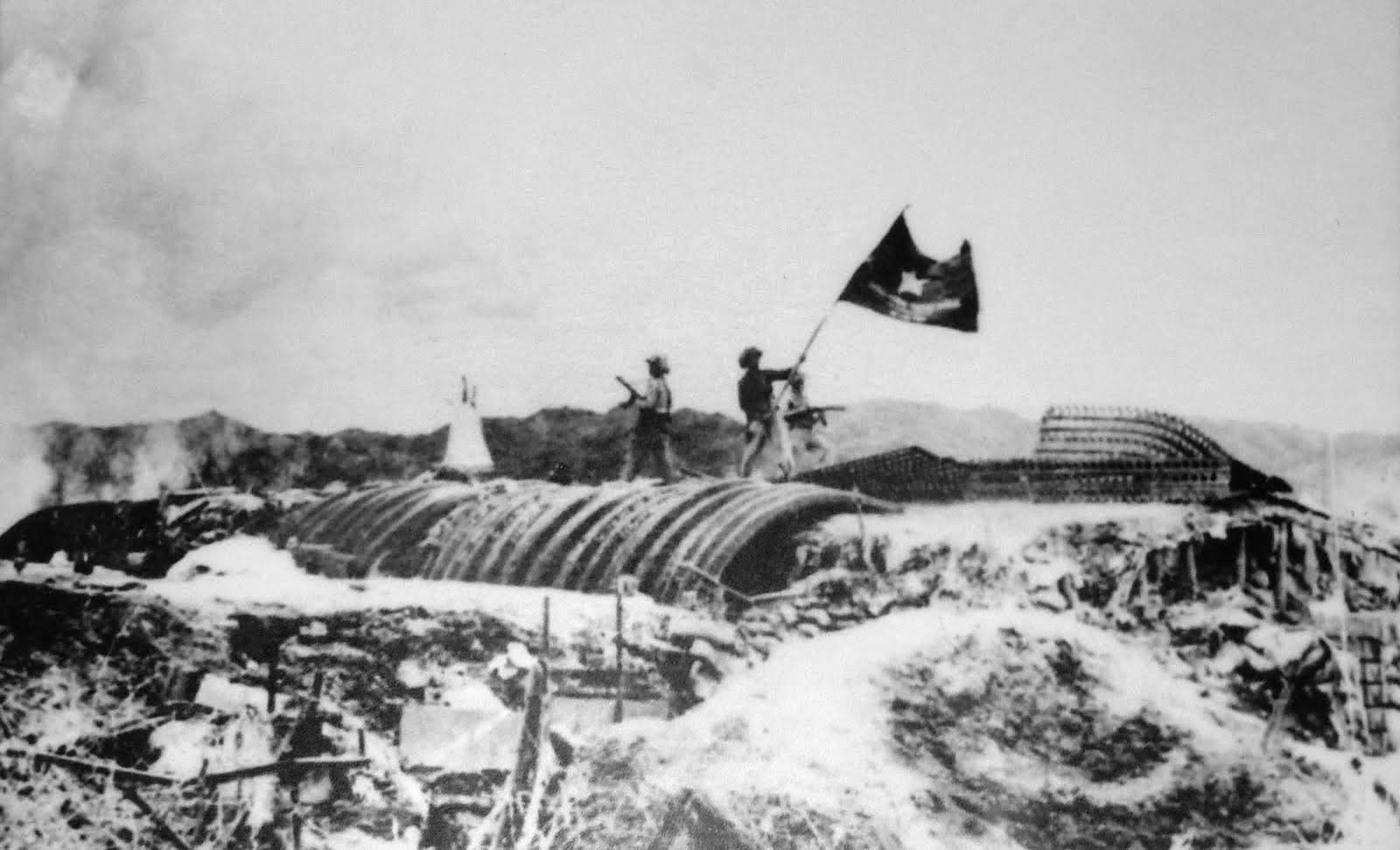
De Vietminh hijst de rode vlag boven de commandopost van Christian de Castries.

Wegens de heldere lucht besloten de Fransen om een massale luchtaanval uit te voeren. De Vietnamezen hadden hun luchtafweergeschut met opzet nog niet gebruikt, waardoor de Fransen niet op de hoogte waren van de locatie van dit luchtafweergeschut. Laat in de middag werd iedereen opgeschrikt: overal volgden explosies van ongekende kracht. De Vietnamezen vuurden nu met al hun wapens. Điện Biên Phủ was een grote wolk van rook. Bunkers begaven het en loopgraven stortten in.
De Fransen konden zich niet meer hergroeperen om een tegenaanval in te zetten. Alle overgebleven bunkers lagen vol met gewonden. Veel anderen waren krijgsgevangen genomen door de Vietnamezen. Toch stuurde generaal René Cogny een bericht naar generaal Christian de Castries dat er absoluut niet zou worden gecapituleerd.
De gevechten bleven doorgaan tot 17.00 uur. Terwijl al het materiaal werd vernietigd stuurde de commandopost een laatste bericht naar Hanoi: ‘We blazen alles op. Vaarwel’. Een paar minuten later viel de Vietminh de post binnen. Een rode vlag van de Vietminh werd boven op het commandocentrum geplaatst. Điện Biên Phủ was gevallen.

## Vluchten
Het gevecht was echter nog niet over. Zes kilometer naar het zuiden was het gevecht bij de stelling Isabelle nog steeds bezig. Luitenant-kolonel André Lalande plande een vlucht met de overgebleven troepen. Deze actie vond plaats in de nacht van 7 op 8 mei. Bijna alle troepen werden onderschept tijdens de vlucht. Slechts een enkeling wist door de Vietnamese linies te komen en na weken in de vijandelijke jungle Frans grondgebied te bereiken.
Op 8 mei om 1 uur in de nacht, stopte ook de stelling Isabelle met vuren.